# Salomea Berška
Salomea Berška (nemško Salome von Berg, poljsko Salomea z Bergu), nemška plemkinja, * ok. 1099/1101, † 27. julij 1144.
Od poroke z Boleslavom III. Krivoustim leta 1115 do njegove smrti leta 1138 je bila vojvodinja žena Poljske.

## Življenje
Salomea je bila hči švabskega grofa Henrika Berškega iz okolice Ehingena in njegove žene Adelajde Mochentalske († 1125/1127),  verjetno sestre mejnega grofa Diepolda III. Vohburškega. Po nekaterih virih  je bila njena stara mati po očetovi strani princesa Sofija, edina hči ogrskega kralja Salomona in Judite Švabske. Sodobni zgodovinarji to hipotezo zavračajo.
Poroka Salomeine sestre Richeze s češkim vojvodom Vladislavom I. leta 1110 je spremenila politični status relativno obskurnega grofa Henrika Berškega. Druga Salomeina sestra Sofija je bila od leta 1113 poročena z moravskim članom dinastije Přemyslidov, vojvodom Otonom II. Črnim Olomouškim.

### Poroka
Poljski vladar Boleslav III. Krivousti se je potem, ko je začel širiti svoje domene v Pomerelijo, odločil normalizirati odnose s svojimi južnimi sosedi Čehi. Na velikem kongresu na mejni reki Kladski Nisi leta 1114 so bili med udeleženci sam Boleslav III. ter  Vladislav I., Oton II. Črni in Vladislavov mlajši brat Soběslav I., češki in moravski vojvode iz dinastije Přemyslidov. Na srečanju je bilo odločeno, da se poljski vojvoda, vdovec od leta 1112, poroči s švabsko plemkinjo Salomeo, sestro češke in olomuške vojvodinje.
Pogajanja o poroki, ki jih je vodil bamberški škof Oton, so se uspešno končala s poroko med marcem in julijem 1115. Vojvodinja je do konca leta že rodila sina Lešeka (umrl 1131), prvega od trinajst otrok.
Salomea je začela v imenu svojih otrok aktivno sodelovati v poljski politiki, ker se je bala, da bo njihovega očeta po smrti kot edini vladar nasledil Vladislav II., njegov prvorojenec iz prvega zakona. Leta 1125 je bil močni Piotr Włostowic prisiljen odstopiti s položaja poljskega palatinskega grofa. Glavni pobudnik te odločitve je bila verjetno Salomea, ki ga je zamenjala z Wszeborjem, človekom, za katerega je menila, da bo bolj verjetno podprl njo in njene sinove.

### Oporoka Boleslava III.
Boleslav III. je umrl 28. oktobra 1138. V svoji oporoki je razdelil deželo med svoje sinove po načelu agnatskega seniorstva in dal krakovsko Seniorsko provinco najstarejšemu sinu Vladislavu II. Salomea je dobila mesto Lečica in več gradov in mest po vsej Poljski, vključno s Pajęcznom, Małogoszczom, Radziejówom in Kwieciszewom. Boleslavova oporoka je bila prvi dokumentiran primer v poljski zgodovini,  da je poljski vladar svoji vdovi zapustil lasten kos zemlje. Oporočni pogoji so določali, da kahko Salomea izgubi svoje pravice, če so ponovno poroči ali  postane redovnica. Njunemu najmlajšemu otroku Kazimirju II. ni bila dodeljena nobena province, domnevno zato, ker je bil rojen po očetovi mrti. 

### Kasnejša leta
Vojvodinja vdova je še naprej spletkarila proti svojemu pastorku Vladislavu II., odkrito po letu 1141, ko je brez vednosti in soglasja velikega vojvode začela deliti Lečico med svoja sinova. Poskušala je tudi organizirati poroko svoje najmlajše hčerke Neže in s tem  najti primernega zaveznika za svoja sinova. Najprimernejši kandidat za zeta je bil Svjatoslav III., sin kijevskega velikega kneza Vsevoloda II. Ko je Vladislav II. izvedel za dogodke v Lečici, se je hitro odzval. Veliki kijevski knez ni le prekinil vseh sporazumov s Salomeo, ampak je tudi zaročil svojo hčerko Zvenislavo z Vladislavovim najstarejšim sinom Boleslavom I. Visokim. Poroka je bila leto kasneje, leta 1142.

## Smrt
Salomea je umrla v svojem dvorcu v Lečici 27. julija 1144. V skladu z oporoko Boleslava III. je njena provinca Lečica ponovno pripadla Senioratu. Nenavadno je, da se je njen hud nasprotnik Piotr Włostowic nepričakovano povezal z njenima sinovoma proti velikemu vojvodi Vladislavu II. Slednji je leta 1145 Włostowica ujel in oslepil. Vladislava II. so njegovi polbratje porazili in odstavili. Položaj velikega vojvode je leta 1146 zasedel Salomein najstarejši preživeli sin Boleslav IV. Kodravi.

## Otroci
- Lešek (1115–1131)
- Richeza (1116–1156), poročena leta 1127 s kraljem Magnusom I. Švedskim, za njim leta 1136 s knezom Volodarjem Minskim in tretjič leta 1148 s kraljem Sverkerjem I. Švedskim
- Kazimir starejši (umrl 1131)
- Boleslav IV. Kodravi (ok. 1122–1173) vojvoda Mazovije in veliki vojvoda Poljske
- Mješko III. Stari (ok. 1125–1202), vojvoda Velikopoljske in veliki vojvoda Poljske
- Gertruda (1126/1135–1160), nuna v opatiji Zwiefalten
- Henrik Sandomirski (1127/132–1166), vojvoda Sandomierza
- Dobronjega Ludgarda (pred 1136–okoli 1160 ali kasneje), poročena z mejnim grofom Ditrihom I. Lužiškim
- Judita (1130/1136–1171/1175), poročena z mejnim grofom Otonom I. Brandenburškim
- Neža (1137–po 1182), poročena z Mstislavom II. Kijevskim
- Kazimir II. Pravični (1138–1194), vojvoda Sandomirja in veliki vojvoda Poljske